# Koness River
Der Koness River ist ein etwa 155 Kilometer langer rechter Nebenfluss des Sheenjek River im Nordosten des US-Bundesstaates Alaska.

## Verlauf
Der Koness River entspringt in einem Bergmassiv in den südlichen Ausläufern der Brookskette 52 km nordöstlich von Arctic Village auf einer Höhe von etwa 1550 m. Er fließt anfangs etwa 90 km in überwiegend südlicher Richtung durch das Vorgebirgsland, bevor er sich im Unterlauf nach Südosten wendet und schließlich auf den Sheenjek River trifft. Bei Flusskilometer 76 und bei Flusskilometer 51 nimmt der Koness River die beiden rechten Nebenflüsse Titus Creek und Vanticlese Creek auf. Der Flusslauf des Koness River wird von meist verlandeten Altarmen sowie von Auenwald flankiert.

## Einzugsgebiet
Der Koness River entwässert ein Areal von ungefähr 3384 km². Das Einzugsgebiet des Koness River befindet sich im Süden des Arctic National Wildlife Refuge. Es grenzt im Südwesten an das des Christian River, im Westen an das des East Fork Chandalar River sowie im Osten an das des oberstrom gelegenen Sheenjek River.

## Namensgebung
Der lokale Flussname wurde 1927 von J. B. Mertie vom U.S. Geological Survey (USGS) gemeldet.